# 4141-es mellékút (Magyarország)
A 4141-es számú mellékút egy közel 12 kilométer hosszú, négy számjegyű országos közút Szabolcs-Szatmár-Bereg vármegye keleti részén. Jánkmajtis és Gacsály településeket köti össze, Darnónak pedig az egyedüli megközelítési útvonala.

## Nyomvonala
Jánkmajtis Majtis településrészének központjában ágazik ki a 4127-es útból, annak 36+100 kilométerszelvénye táján, északkelet felé. Vörösmarty Mihály utca néven indul, rövid időn belül két nagyobb irányváltása is van, de amire eléri – mintegy 650 méter után – a belterület szélét és keresztezi a Nyíregyháza–Mátészalka–Zajta-vasútvonalat (nyílt vonali szakaszon), addigra már újból északkeleti irányt követ.
Nagyjából 850 méter után éri el Darnó délnyugati határszélét, egy darabig a határvonalat kíséri, de a következő irányváltással – ahol keletnek fordul – teljesen darnói területre ér. Kevéssel a 2. kilométere előtt éri el Darnó házait, melyek közt Fő utca néven kanyarog végig, több kisebb-nagyobb irányváltással. 3,4 kilométer után hagyja el a belterület keleti szélét, a 4+200 kilométerszelvénye táján pedig átlépi Kisnamény határát.
Kisnamény területén szinte egyből belterületek közé ér, első itteni szakasza a Hatház utca nevet viseli. 4,7 kilométer után, a község temetője mellett egy kisebb irányváltása következik, ugyanott ágazik ki belőle délnyugat felé a 4142-es út, Jánk irányába. A folytatásban a Fő út nevet viseli, végig a falu hosszában; közben, a 6. kilométere előtt kiágazik belőle északnak, Csaholc felé a 4144-es út.
8,5 kilométer elérése előtt érkezik meg az út a következő település, Gacsály területére. 10,3 kilométer után éri el a belterület szélét, ott Kossuth utca lesz a neve, pár száz méter után pedig kiágazik belőle a 4128-as út Csegöld felé. A folytatásban a Petőfi utca nevet viseli, keleti irányban haladva, így is ér véget, beletorkollva a 4143-as útba, annak 1+300 kilométerszelvénye közelében.
Teljes hossza, az országos közutak térképes nyilvántartását szolgáló kira.gov.hu adatbázisa szerint 11,582 kilométer.

## Települések az út mentén
- Jánkmajtis
- Darnó
- Kisnamény
- Gacsály